# Doggystyle (album)
Doggystyle is het debuutalbum van Snoop Dogg, uitgebracht door Death Row Records op 23 november 1993. Het album werd al snel opgenomen naar aanleiding van de release van Dr. Dre's debuutalbum The Chronic (1992), waarin Snoop Dogg een belangrijke bijdrage heeft geleverd. De critici prezen Snoop Dogg voor de lyrische 'realisme' die hij levert op het album en voor zijn kenmerkende vocale flow.

## Tracklist
| Nummer | Titel                                        | Artiest                                       | Duur |
| ------ | -------------------------------------------- | --------------------------------------------- | ---- |
| 1      | Bathtub                                      | Snoop Dogg                                    | 1:50 |
| 2      | G Funk Intro                                 | Snoop Dogg, The Lady of Rage & George Clinton | 2:24 |
| 3      | Gin and Juice                                | Snoop Dogg                                    | 3:31 |
| 4      | W Balls (Interlude)                          | Snoop Dogg                                    | 0:36 |
| 5      | Tha Shiznit                                  | Snoop Dogg                                    | 4:03 |
| 6      | House Party (Interlude)                      | Snoop Dogg                                    | 0:37 |
| 7      | Lodi Dodi                                    | Snoop Dogg & Nancy Fletcher                   | 4:24 |
| 8      | Murder Was the Case                          | Snoop Dogg & Dat Nigga Daz                    | 3:38 |
| 9      | Serial Killa                                 | Snoop Dogg, The D.O.C., Tha Dogg Pound & RBX  | 3:35 |
| 10     | What's My Name?                              | Snoop Dogg                                    | 4:06 |
| 11     | For All My Niggaz & Bitches                  | Snoop Dogg, Tha Dogg Pound & The Lady of Rage | 4:42 |
| 12     | Ain't No Fun (If the Homies Can't Have None) | Snoop Dogg, Nate Dogg, Kurupt & Warren G      | 4:07 |
| 13     | Chronic Break (Interlude)                    | Snoop Dogg                                    | 0:33 |
| 14     | Doggy Dogg World                             | Snoop Dogg, Tha Dogg Pound & The Dramatics    | 5:05 |
| 15     | Betta Ask Somebody (Interlude)               | Snoop Dogg                                    | 0:43 |
| 16     | Gz & Hustlas                                 | Snoop Dogg                                    | 3:51 |
| 17     | U Betta Recognize (Interlude)                | Snoop Dogg                                    | 0:56 |
| 18     | Gz Up, Hoes Down                             | Snoop Dogg                                    | 2:21 |
| 19     | Pump Pump                                    | Snoop Dogg & Mr. Malik                        | 3:42 |